# Allgäu
Allgäu je z Alpami povezana pokrajina v Nemčiji, s kulturnimi in jezikovnimi posebnostmi. Allgäu se pogosto dojema kot regija. Težko jo je geografsko zožiti, v vseh primerih pa jo sestavlja najjužnejši del bavarskega upravnega okrožja Švabska. Poleg alpskega dela pokrajini pripadajo tudi manjši deli vznožja Alp. Bavarsko okrožje Oberallgäu in južni deli okrožja Ostallgäu tvorijo jedro Allgäua. Deli okrožja Baden-Württemberg v Ravensburgu skupaj z deli bavarskega okrožja Lindau spadajo v Westallgäu. Prvotni Allgäu se razteza kot ozek pas južno od Kemptna med Scheideggom, Oberstaufnom preko Immenstadta, Sonthofena in Oberstdorfa do Bad Hindelanga.
Medtem ko Allgäu pripada Nemčiji, so Allgäuske Alpe kot južna meja Allgäua približno polovica na avstrijskem ozemlju. Od 1970-ih se ime "Allgäu" zaporedoma uporablja za trženje, pri čemer se mesta, ki niso v regiji, kot so Bad Wörishofen, Ravensburg, Memmingen, Lindau (Bodensko jezero) ali Kißlegg, oglašujejo kot "v Allgäu". Tako se je tržna meja Allgäuja premaknila, kot Tor zum Allgäu okoli leta 2005 iz Kaufbeurena v Buchloe. Allgäu včasih velja za geografsko podregijo Zgornje Švabske.

## Etimologija
Po eni teoriji predhodnik imena Allgäu izvira iz starovisokonemške alb za »gora, gorski travnik«; zadnji del je srednjevisokonemški göu za »Gau, pokrajina, območje«, pri čemer je etimologija Gau, Gäu negotova. Druga teza predvideva, da gäu ne pomeni Gau, ampak da drugi zlog izvira iz Ge-Äu, torej pomeni »več poplavnih ravnic« (podobno, kako več gora tvori gorovje). V tem primeru bi bil pomen »gorska pokrajina z veliko vode« in »travniki ali poplavne ravnice«.
Allgovia ali Algovia je latinizirana oblika besede Allgäu.
Novejša imena so okrožja Oberallgäu, Ostallgäu in Unterallgäu, ki so bila poimenovana iz administrativnih in turističnih razlogov.

## Geografija

### Širitev in razmejitev Allgäuja
Allgäu je delno viden kot pokrajina Zgornje Švabske in nima strogo določenih geografskih meja, pogosto se brezhibno zlije v sosednje pokrajine. Pomen besede Allgäu se do danes lahko spreminja.

#### Zgodovinski razvoj
Urallgäu se nanaša na območje nekdanjega Alpgaua. To je bila tudi najmanjša razširitev koncepta krajine z obmejnimi mesti Scheidegg, Lindenberg, Wolfertshofen na zahodu, Wiederhofen in Niedersonthofen na severu, Humminfurt, Greggenhofen in Hindelang na vzhodu ter Oberstdorf na jugu.
Ime Allgäu je največjo širitev doživelo po kmečki vojni v začetku 16. stoletja, ko se je celotna Zgornja Švabska imenovala Allgäu, mesta kot so Ulm, Laupheim in Ehingen pa so veljala za severno mejo Allgäua.
Danes se Allgäu večinoma obravnava kot regija, ki Allgäu GmbH vključuje kot podjetje za turizem in poslovno lokacijo. V zvezi s tem se vidijo kot meja zlasti okrožji Oberallgäu in Lindau (Bodensko jezero) na jugu, sever prek okrožij Unterallgäu na Bavarskem in deli okrožja Ravensburg v Baden-Württembergu, vzhod skozi okrožje Ostallgäu in na zahodu deli okrožij Lindau in Ravensburg. Zaradi domnevne povečanja turistične privlačnosti se pripadnost oznaki Allgäu običajno razlaga precej velikodušno. Allgäu je trenutno bolj blagovna znamka za veliko območje kot za kompaktno gorsko pokrajino.

#### Poskusi razmejitve
Na jugu je pokrajina razmeroma jasno razmejena z glavnim grebenom Allgäuskih Alp. Na vzhodu tok reke Lech v bistvu predstavlja mejo, pri čemer se območje v južnem okrožju Ostallgäu (staro okrožje Füssen) razteza nekoliko proti vzhodu proti Ammergauskim Alpam.
Občasno pride do nesoglasij glede tega, kateri kraji na obrobju so še vedno del Allgäuja. Vendar pa izraz Allgäu skozi zgodovino nikoli ni bil statičen, ampak se je spreminjal.

#### Sodobna okrožja od 1972/1973: "Unterallgäu"
Z reformo lokalne uprave iz leta 1972/73 so nastala okrožja: Ostallgäu (prej okrožja Kaufbeuren, Marktoberdorf in Füssen), Oberallgäu (prej okrožja Kempten (Allgäu) in Sonthofen) in Unterallgäu (prej okrožja Mindelheim asmingen), kot tudi deli okrožij Illertissen, Krumbach (Švabska) in Kaufbeuren). Vendar obsega Unterallgäu ne gre enačiti z okrožjem (Landkreis) Unterallgäu. V zgodovinskem smislu je Unterland mišljeno kot območje med Immenstadtom in Dietmannsriedom, vendar se okrožje razteza daleč v osrednje švabsko območje. Le približno 2 odstotka okrožja je v območju Allgäu. Izraz Unterallgäu je bil za to regijo izumljen šele z nastankom novega okrožja Unterallgäu.
Mesta Memmingen, Mindelheim in tržno mesto Ottobeuren je lokalni kustos Alfred Weitnauer za nekaj desetletij dodelil Allgäuu. Prigovarjal je za pripadnost, medtem ko v starejši literaturi in pri raziskovalcu Allgäuja Ottu Merktu o tem ni govora. Kraji, ki so nekoč pripadali Illergau, nato Zgornji Švabski, se imenujejo Allgäu, predvsem iz turističnih razlogov. To pripadnost je mogoče opaziti v stavbah, značilnih za Zgornjo Švabsko (npr. kmetije) in jeziku.
V Weingartenskem sporazumu se Spodnji Allgäu uporablja za območje okoli Wangena. Po drugi strani lahko Ostallgäu vključuje tudi kraje zahodno od reke Lech v narečnem območju Allgäu v zgornjebavarskem okrožju Weilheim-Schongau, Oberallgäu pa vključuje območja iz sosednjih avstrijskih zveznih dežel Vorarlberg in Tirolska, kot npr. Kleine Walsertal, tirolska eksklava Jungholz in dolina Tannheim. Vendar je stališče, da Allgäu vključuje tudi avstrijska območja, sporno.
Podobmočja pogosto ne pomenijo določenih okrožij, temveč zamegljeno združuje slikovita območja. V tem pogledu, odvisno od konteksta, Oberallgäu bodisi pomeni samo območje Allgäuskih Alp z neposrednim prednjim delom, ki je v nekdanjem okrožju Sonthofen, ali pa se razteza na območje malo severno od Kemptna. Hribovska dežela severno od Kemptna je zdaj znana kot Unterallgäu. Predgorje Alp, ki meji na Zgornjo Bavarsko na vzhodu Allgäua, na primer na območju rek Wertach in Lech, se imenujejo Ostallgäu.
Westallgäu pripada večjemu delu Baden-Württemberga (Württembergisches Allgäu). Sestavljen je iz delov bavarskega okrožja Lindau (Bodensko jezero) in tistega dela okrožja Württemberg Ravensburg, ki je oblikoval okraj Wangen pred regionalno reformo Baden-Württemberg.

### Geologija
Allgäuske gore in z njimi celotno gorovje Alp so izraz procesa, ki se je začel pred približno 200 milijoni let, ko so se Alpe začele razvijati kot posledica močnih tektonskih sil v zemeljskem plašču in je bilo morsko dno potisnjeno iz prvotnega morja Tetis. Allgäuske Alpe so sestavljene iz različnih sedimentnih kamnin, od katerih se je večina odložila v mezozoiku.
Vnožje Alp med reko Lech in Bodenskim jezerom pa so gore in hribi, ki jih je oblikovala zadnja ledena doba pred 20.000 leti in jih sestavljajo morenski nanosi. Morenski griči ledenika Lech segajo do območja današnjega Kaufbeurena, ledeniki Illerja do črte Legau-Bad Grönenbach-Obergünzburg in razbitin Renskega ledenika do območja Leutkirch.
Značilnost morenske pokrajine v Allgäuu so jezera in močvirja, ki so ostala v kotanjah in soteskah, ki so še posebej pogosta v zahodnem Allgäuu.

### Hidrologija
Skozi Allgäu se razteza glavno evropsko povodje, kar pomeni, da del rek teče preko Bodenskega jezera in Rena v Severno morje, del pa prek rečnega sistema Donave v Črno morje. Zadnji del vključuje reki Iller in Lech kot pritoka Donave ter Wertach kot pritok Lecha. Skozi Westallgäu tečeta Obere Argen in Untere Argen, ki se izlivata v Bodensko jezero, prav tako reka Leiblach, ki v spodnjem delu tvori mejo med Nemčijo in Avstrijo.
Kot dediščina zadnje ledene dobe so v Allgäuu številna majhna in velika jezera. Med pomembnejšimi sta Große Alpsee pri Immenstadtu in Hopfensee v Ostallgäuju. Obstaja tudi nekaj večjih umetnih jezer, kot so Forggensee, Rottachsee in Grüntensee, ki jih zajezi voda reke Lech.
Prav tako je nešteto manjših jezer in ribnikov, predvsem v vznožju Alp in občasno v gorah. Posebej privlačni so Weißensee, Alatsee in Niedersonthofener See ter Eschacher Weiher in Schwaltenweiher kot rezervoarji.

### Gore
Na jugu je Allgäu alpsk sveti. Tu je večina gorovja Allgäuskih Alp, na jugovzhodu majhen del gorovja Ammer in na zahodu Bregenzerwald. Najvišji vrhovi Allgäuja ležijo na osrednjem glavnem grebenu Allgäuskih Alp. Najvišja gora, Großer Krottenkopf z 2657 metri, je v stranskem grebenu, verigi Hornbach, ki sega v tirolsko območje blizu meje z Bavarsko. Drugi najvišji vrh, prav tako na Tirolskem, je Hohe Licht z 2652 metri. Številne gore glavnega grebena so neposredno na nemško-avstrijski meji. To velja tudi za tretji najvišji vrh, Hochfrottspitze, 2649 metrov visoko kamnito goro, ki je tudi najvišji nemški vrh v Allgäuskih Alpah in na Švabskem.
V Allgäuskih Alpah je veliko posebno osupljivih vrhov. Vključujejo četrto najvišjo goro, Mädelegabel in Trettachspitze, ki skupaj z Hochfrottspitze tvorita znameniti triumvirat na glavnem grebenu Allgäuja, pa tudi Hochvogel, Widderstein in Hohe Ifen. Vključena sta tudi Höfats in Schneck. Ti dve gori sta zaradi svoje geologije edinstveni v Vzhodnih Alpah. Znani sta tudi po obilici gorskega cvetja.
Zaradi dobre dostopnosti z žičnico je Nebelhorn ena izmed znanih gora v Allgäu. Je primerno izhodišče za številne planinske ture. Haldenwanger Eck blizu Biberkopfa označuje najjužnejšo točko v Nemčiji. Veliko območje Allgäuskih Alp pripada naravnim rezervatom Allgäuer Hochalpen in Hoher Ifen.
Predalpe so zelo priljubljene med pohodniki in ljubitelji zimskih športov. Sem spadajo gorovja Allgäuer Nagelfluh-Schichtkämme na zahodu ter Grünten in Wertacher Hörnle na vzhodu. Kot vznožje Alp ali kot morensko hribovje so v vznožju Allgäua številne nizke gorske verige.

## Zgodovina

### Zgodnja zgodovina do 8. stoletja našega štetja
Ljudje iz kamene dobe so živeli v Allgäu okoli leta 7000 pred našim štetjem, kar dokazujejo najdbe v dolini Kleinwalsertal. Keltska poselitev na območju severno od Alp se je začela okoli leta 500 pr. n. št. Keltska plemena (ki so jih Rimljani imenovali Vindelici - natančneje Estioni in Likati -) so se priselila z zahoda.
Okoli leta 15 pred našim štetjem sta rimska generala Druz in Tiberij podredila Kelte v okviru Avgustove kampanje v Alpah, vključno z današnjim območjem Allgäu. Poleg tega je bilo na Lindenbergu pri Kemptnu (Cambodunum) ustanovljeno odprto rimsko tržno naselje. Cambodunum je postal garnizonsko mesto. Allgäu je pripadal rimski provinci Raetia. Leta 18 našega štetja je grški geograf Strabon omenil keltsko mesto "Kambódounon" (ročno napisan dokument: Kandobounon, verjetno na recept) severno od Alp.
Leta 233 so se nemški Alemani in Svebi prvič prebili skozi Limes in zasedli deželo na obeh straneh Rena do Alp. Rimsko mesto Cambodunum (sodobni Kempten) je bilo uničeno. To mesto je bilo ponovno uničeno od 259 do 260. Leta 488 so zadnje redne rimske čete po ukazu Odoakra zapustile regijo. Z njimi se je v Italijo izselilo veliko romanskih naseljencev. Alemani so zasedli njihovo mesto in se naselili. Območje je bilo razdeljeno na alemansko in svebsko okrožje. Leta 536 so Alemane osvojili Franki.
Leta 752 je bil pod prvim opatom Audogarjem ustanovljen cesarski samostan Kempten, od leta 773 je hči alemanskega vojvode Hildegarda velikodušno podpirala samostan skupaj s svojim možem, frankovskim kraljem Karlom Velikim. Benediktinski samostan v Ottobeurenu je bil ustanovljen leta 764.

### Srednji vek do 17. stoletja
Leta 817 je bil Allgäu prvič omenjen v listini St. Gallen kot Albigauge (kasneje Albigoi). Leta 1079 so postali švabski vojvode Staufovci.
V 13. stoletju so Memmingen, Kaufbeuren in Kempten postali  svobodna cesarska mesta. Leta 1268 je tudi Leutkirch postal cesarsko mesto. Hkrati se je s smrtjo Konrada IV., zadnjega Staufovca, začela teritorialna razdrobljenost. Augsburški škof, knezoškof Kemptna, več cesarskih ustanov, cesarskih mest, grofov in vitezov so postali gospodarji na območju današnjega Allgäua.
Leta 1348 je Wangen postal cesarsko mesto; 1365 tudi Isny. Švabska liga je bila ustanovljena leta 1488 kot zveza švabskih cesarskih mest. Leta 1496 je bil v Lindauu prvi Reichstag. Leta 1500 je bilo ustanovljeno Švabsko okrožje (Reichskreis), sedmi od desetih Reichskreis, ki je obstal do leta 1803. Leta 1525 je izbruhnila nemška kmečka vojna na območju Kemptna, katere duhovno središče je bilo v Memmingenu. Tam so bile zahteve kmetov usklajene, oblikovane in objavljene kot Dvanajst členov; veljajo za prvi zapis človekovih pravic v Evropi. Leta 1527 sta cesarski mesti Kaufbeuren in Kempten sprejela Lutrove nauke.
Leta 1533 je bila Švabska liga razpuščena. Hkrati je Memmingen izpovedoval tudi luteranski nauk.
Leta 1543 so menihi v Ottobeurenu na pobudo kemptenskega knezo-opata Wolfganga von Grünensteina ustanovili svojo univerzo (Academia Ottemburana). Leta 1555 je bil sklenjen Augsburški verski mir. Od leta 1618 do 1648 je tridesetletna vojna v Allgäu prinesla bedo, ropanje in uničenje. Leta 1632 so švedske čete zasedle samostan Kempten in uničile samostan in cerkev. Švedi so leta 1634 v bitki pri Nördlingenu doživeli odločilen poraz. Od leta 1651 do 1673 sta bila v Kemptnu po dolgotrajnih vprašanjih o lokaciji zgrajena cerkev sv. Lovrenca in samostanska stavba (Knežja rezidenca).

### 18. Stoletje do druge svetovne vojne
Od 1701 do 1713/14 je  vojna za špansko nasledstvo prinesla obleganja in opustošenje. V tem času je bila zgrajena tudi samostanska cerkev sv. Manga v Füssnu, ki je bila dokončana leta 1717. Leta 1704 je Bavarska pridobila oblast Mindelheima. Gradbena dela na samostanskem kompleksu Ottobeuren so se začela leta 1711, na samostanski cerkvi pa leta 1737. Leta 1742 so bile dokončane državne sobe v rezidenci Kempten. Proti koncu 18. stoletja je opustošenje Allgäuja doseglo vrhunec.
Leta 1796 se je francoska revolucionarna vojska preselila v Memmingen in Kempten. Sekularizacija je potekala v letih 1802 in 1803.
Od leta 1803 do 1810 je ozemlje reorganiziral Napoleon Bonaparte. Bavarski volilni knez je prejel švabsko posest od Donave do Bodenskega jezera. Allgäu je bil razdeljen na württemberški in bavarski del. Auster-Vorarlberg, današnji bavarski Westallgäu, je bil leta 1806 s pritiskom v Pressburgu dodeljen Bavarski. Leta 1808 je bila Bavarska Švabska razdeljena na tri okrožja, prestolnice pa so postale Ulm, Augsburg in Kempten. Leta 1818 sta bila cesarsko in kolegialno mesto Kempten, ki sta prej tvorila upravno skupnost, dokončno združena v eno mesto. Leta 1837 je Augsburg postal sedež upravnega okrožja Švabske.
Leta 1847 je bil Allgäu povezan na železniško omrežje z železnico Augsburg–Kaufbeuren. Železniška proga je bila podaljšana do Kemptena leta 1852 in leto pozneje do Lindaua.
Istega leta je Caspar Honegger postavil mehansko predilnico in tkalnico na vodno energijo. V drugi polovici 19. stoletja so bile zgrajene še druge tovarne za predelavo tekstila in strojništvo. Sredi 19. stoletja je »modri« Allgäu gojenja lanu postal »zeleni« Allgäu mlekarstva. Leta 1869 so se začela gradbena dela na gradu Neuschwanstein. Okoli leta 1877 so v Allgäu prišli prvi poletni obiskovalci in to je bil začetek turizma. Leta 1921 je bila v Kemptnu ustanovljena borza masla in sira Allgäu.
Leta 1943 so nacionalsocialisti ustanovili podtaborišče Kottern-Weidach koncentracijskega taborišča Dachau v okrožjih današnjih občin Kempten in Durach s 750, največ 1500 ujetniki. Od leta 1943 so bili še podtabori v Kemptnu s 500-600 ujetniki, Bad Oberdorf iz leta 1945 z enim, Blaichach iz leta 1944 s približno 700 ujetniki, Fischen iz leta 1944 s približno 300, Kaufbeuren iz leta 1944-60 koncentracijsko taborišče Rimplo s 30 II v Mauerstetten-Steinholzu pri Kaufbeurenu s 1300 ujetniki, pa tudi podrobnosti koncentracijskega taborišča Oberstdorf-Birgsau iz leta 1943 s 25-30 in Schlachters pri Sigmarszellu iz leta 1944 s 6-8 ujetniki.

### 1945 do danes
Leta 1945, ob koncu druge svetovne vojne, so Allgäu zasedle francoske in ameriške čete. Leta 1950 je potekala južnonemška borza masla in sira. Od okoli leta 1960 naprej je ES okrepila mehanizacijo v kmetijstvu in okvir kmetijske politike. Leta 1972 je potekala reforma lokalne uprave. Okrožja in občine v bavarskem delu Allgäua so bila reorganizirana. Leta 1978 je bila odprta Univerza za uporabne znanosti Kempten.

## Gospodarstvo
Allgäu je ena najpomembnejših in največjih počitniških regij v Nemčiji. Turizem je gospodarski dejavnik, katerega pomen se nenehno povečuje. Z več kot dvema milijardama evrov dodane vrednosti in dohodkom, ki ustreza več kot 46.000 redno zaposlenim, ustvari več kot 10 odstotkov bruto domačega proizvoda v Allgäuu. Velik gospodarski pomen ima tudi dnevni turizem.
Drug gospodarski dejavnik je kmetijstvo, kjer danes večino predstavljata kmetijstvo travnikov in proizvodnja mleka. Pridelovanje lanu je bilo v Allgäuu običajno vse do sredine 19. stoletja. Izraz "modri Allgäu" je mogoče zaslediti do modro cvetočega lana, ki so ga tkalci platna predelali v tekstil. V času industrializacije se je iz tega v drugi polovici 19. stoletja razvila tekstilno predelovalna industrija, ki je konec 20. stoletja ponovno izgubila svoj pomen. Za razliko od tekstilne industrije ima strojništvo še danes pomembno vlogo. Ponekod so se razvile posebne obrti, na primer izdelovanje lutnje in violin v Füssenu ali klobučarstvo v Lindenbergu, ki ima danes le zgodovinski pomen. Po drugi svetovni vojni se je industrija steklenega nakita naselila v okrožju Neugablonz v Kaufbeuren.
V Allgäuu je trenutno pretežno srednje veliko gospodarstvo v različnih sektorjih in velika podjetja v strojništvu, elektrotehniki in predelavi hrane.
Proizvajalec traktorjev Fendt v Marktoberdorfu je od leta 1997 pripadal ameriški skupini AGCO. Je največji delodajalec v regiji Ostallgäu in strukturno šibko neodvisno mesto Kaufbeuren.

## Turizem
Allgäu je eno najbolj priljubljenih počitniških regij v Nemčiji skozi vse leto. Naravna in kulturna krajina vsako leto privabi več milijonov gostov. Leta 2018 je bilo v Allgäuu preštetih več kot 13 milijonov nočitev in skoraj 4 milijone prihodov gostov. Predvsem pa je cenjena vsestranskost regije. Od alpskih športov do vodnih športov je možnih nešteto aktivnosti. Allgäu je največji nemški zimski športni center. Poleg alpskega smučanja in drsanja je na razvejani mreži prog možno tudi tek na smučeh. Allgäu ponuja tudi številne možnosti za smučanje, kolesarjenje in gorsko kolesarjenje, pohodništvo in športno plezanje. V nasprotju s sosednjo Tirolsko turistični potencial ni bil dolgo izkoriščen ali celo oglaševan, saj se rekreativni športi v Allgäuu včasih štejejo za problem zaradi lovskih razlogov.
Po drugi strani pa so v Allgäuu območja, na primer regija Füssen s kraljevimi gradovi, ki tudi v visoki sezoni mejijo na množični turizem in predstavljajo veliko breme za lokalno prebivalstvo.

### Pokrajina
Pokrajina Allgäuja s svojimi gorami, jezeri in naravnimi spomeniki igra pomembno vlogo v turizmu. Posebej bogato sta z njim obdarjena Ober- in Westallgäu. Primeri iz Oberallgäua vključujejo Grünten, znan tudi kot "varuh Allgäuja", Blender pri Kemptenu, izvor Illerja in Breitachklamm pri Oberstdorfu, Starzlachklamm pri Burgbergu, Sturmannshöhle pri Obermaiselsteinu in planoto Gottesacker v Kleinen Walsertal. V zahodnem Allgäuu so med drugim Schwarze Grat, slapovi Scheidegger, Eistobel pri Isnyju in Wurzacher Ried.
Iz Auerberga je izjemen pogled na Ostallgäu. Drugi geotopi v Allgäuu so Lechfall pri Füssenu in preboj Iller blizu Altusrieda.
V Allgäuskih gorah se tako v poletnih mesecih kot pozimi izvajajo številne vrste gorskih in zimskih športov. Gorske železnice odpirajo tudi visokogorje za nealpiniste, npr. na Tegelbergu, Breitenbergu, Nebelhornu, Fellhornu in Hochgratu.

### Počitniške ceste
Skozi Allgäu vodijo nekatere od naslednjih počitniških poti:
- Nemška alpska cesta (zahodni del)
- Zgornješvabska cesta mlinov
- Zgornješvabska baročna cesta
- Romantična cesta (južni konec)
- Švabska kopališka cesta

Potopisi občasno uporabljajo frazo »kot v Allgäu«, ki naj bi bila pohvalna. Pojavlja se v krajinskih opisih Islandije, Čila, Južne Afrike in Hesseja ter mnogih drugih območij.

### Eko turizem
Allgäu ima tudi posebne ponudbe v smislu eko turizma. Posebna pozornost je namenjena trajnosti ter varovanju in ohranjanju narave. V Allgäuu so priljubljene kolesarske in pohodniške poti.
- 450-kilometrsko kolesarsko turo Allgäu, ki jo je mogoče voziti v etapah, je General German Bicycle Club (ADFC) podelil s štirimi zvezdicami.[17]
- Kolesarska pot Iller kot turistična ponudba za kolesarje le redko zapusti tok reke in se hkrati dotika pomembnih krajev v Allgäu v zgornjem toku reke.
- Kolesarska pot Allgäu popelje kolesarje z zahoda v Allgäu.
- Kolesarska pot Bodensee-Königssee ostaja na severnem robu Allgäuskih Alp.

Različne transalpske poti imajo izhodišče v Allgäu, vendar so te rezervirane za gorske kolesarje:
- Heckmair Route
- Joe-Route

Najpomembnejše pohodniške poti na dolge razdalje v Allgäu so:
- Evropska pešpot E4 na dolge razdalje prečka Allgäu v smeri zahod-vzhod
- Evropska pešpot E5 na dolge razdalje prečka Allgäu v smeri zahod-jug
- Main-Danube-Bodensee-Weg, označeno in upravljano s strani Schwäbischer Albverein kot HW4, se dotika Allgäu
- Schwarzwald-Schwäbische-Alb-Allgäu-Weg, označena kot HW5, in Heuberg-Allgäu-Weg, označena kot HW9, oba se končata v Württemberg Allgäu
- Pohodniška trilogija Allgäu: Mreža pohodniških poti na dolge razdalje, ki vodi skozi Allgäu in osrednjo Švabo na 3 poteh, sestavljena iz 53 etap v skupni dolžini 876 km

Tudi romarske poti vodijo skozi Allgäu kot Jakobova pot:
- Bavarsko-švabska pot sv. Jakoba in Jakobova pot v Münchnu sta ponudbi za pohodnike in romarje.

- Ruševine gradu Falkenstein blizu Pfrontena
- Ruševine gradu Eisenberg in Hohenfreyberg v Ostallgäu
- Grad Kronburg

## Allgäuska kuhinja
Za tradicionalno allgäusko kuhinjo so značilne sestavine, ki jih je bilo v preteklih, precej revnih časih v regiji veliko. To so bila predvsem jajca, moka, mleko, maščoba in kislo zelje ter vsa zelišča in zelenjava, ki so rasla na vrtu. V skladu s tem obstaja široka paleta peciva in drugih preprostih jedi, ki imajo nizke materialne stroške in visoko hranilno vrednost. Druge specialitete so gorski sir Allgäu, Allgäu Emmental in Weißlacker.
Nekaj primerov:
- pecivo:
  - sirni špetzle (Käsespätzle)
  - zeljni špetzle
  - šmorn (Schmarrn – carski praženec)
  - Schleifernudla (svaljki - podobno kot Schupfnudeln, vendar testo iz pšenične moke)
  - Stopfer (Riebel) - drobljenec
- sladice:
  - Nonnafürzle (majhni cmoki, pečeni na vroči maščobi do zlato rjave barve)
  - Versoffene Jungfern - pijane miške (kosi testa, ocvrti v plavajoči maščobi, ki jih nato prelijemo z vročim jabolčnikom ali vinom)
- Različno:
  - Brenntar ali Schwarz-Mus (kaša s pečenim krompirjem)
  - Katzengschrei (goveja pečenka)

## Arhitektura
Obstajajo številne kulturno-umetnostnozgodovinske znamenitosti. V tej regiji je svetovno znani grad Neuschwanstein in sosednji grad Hohenschwangau, čeprav večinoma, zlasti na mednarodni ravni, z njim ni povezana pokrajina Allgäu, temveč dežela Bavarska. Poleg tega je večinoma ohranjeno zgodovinsko staro mestno jedro Wangen turističnega pomena, vendar pa so vredna ogleda srednjeveška mesta Isny, Füssen, Kaufbeuren in Kempten s svojo rezidenco in 2000-letno zgodovino ter Ottobeuren z baročno samostansko cerkvijo. Med pomembne rimske zapuščine na podeželju sodijo rimska cesta Via Claudia Augusta, ena od nekdaj najpomembnejših trgovskih in oskrbovalnih poti med Füssenom in Augsburgom, nekaj izkopanih posesti (villa rustica) in ostanki naselja na Tegelbergu.